# Ступки (Миргородський район)
Сту́пки —  село в Україні, в Комишнянській селищній громаді Миргородського району Полтавської області. Населення становить 11 осіб. До 2020 року орган місцевого самоврядування — Комишнянська селищна рада.

## Географія
Село Ступки примикає до села Шульги. По селу протікає пересихаючий струмок з загатою.